# Three Sisters (film 1911)
Three Sisters è un cortometraggio muto del 1911 diretto da David W. Griffith, con protagonista Mary Pickford. Tra gli altri attori, si segnala la presenza di Mack Sennett in un piccolo ruolo.

## Produzione
Il film fu prodotto dalla Biograph Company,

## Distribuzione
Distribuito dalla General Film Company, il film uscì nelle sale il 2 febbraio 1911.